# Lonesome Sundown
Cornelius Green (* 12. Dezember 1928 in Donaldsonville, Louisiana, USA; † 23. April 1995 in Gonzales, Louisiana, USA), bekannt als Lonesome Sundown, war ein US-amerikanischer Bluesmusiker, der vor allem für seine Swamp-Blues-Aufnahmen für Excello Records in den 1950er und frühen 1960er Jahren bekannt ist.

## Biografie
Green wurde 1928 auf einer Plantage in der Nähe von Donaldsonville, Louisiana, geboren. Als Kind sang er in der Schule, arbeitete in den Zuckerrohrfeldern und brachte sich selbst das Klavierspielen bei. Später zog er nach New Orleans und arbeitete in verschiedenen Jobs. 1948 kehrte er nach Donaldsonville zurück, arbeitete wieder auf den Feldern und begann, inspiriert von Muddy Waters und John Lee Hooker, bei einem Cousin das Gitarrespielen zu lernen.
1953 arbeitete er in einer Erdölraffinerie in Port Arthur (Texas). Zu dieser Zeit hatte er begonnen, seine Musik ernster zu nehmen und in örtlichen Clubs zu jammen. 1955 wurde er von Clifton Chenier eingeladen, in seiner neuen Band, den „Zydeco Ramblers“, als zweiter Gitarrist neben Phillip Walker zu spielen. Green tourte mit ihnen bis nach Chicago und Los Angeles.
1955 verließ Green die Zydeco Ramblers und zog nach Opelousas (Louisiana), wo er begann, mit Lloyd Reynauld zu spielen und eigene Lieder zu schreiben. Er nahm ein Demoband auf und brachte es zum Produzenten J. D. „Jay“ Miller in Crowley (Louisiana). Miller war beeindruckt, gab Green den Künstlernamen „Lonesome Sundown“ und nahm seine Debütsingle Leave My Money Alone auf, die 1956 von Excello Records veröffentlicht wurde.
Der Nachfolger My Home is a Prison (später unter anderem gecovert von Slim Harpo sowie Ronnie Earl and the Broadcasters) war erfolgreicher, und Sundown wurde in Millers Stall von Süd-Louisiana-Musikern aufgenommen. Er hatte nie einen Hit in den Charts, aber er nahm acht Jahre lang für Miller auf und seine Platten verkauften sich in respektablen Mengen. Zu seinen Veröffentlichungen gehörten unter anderem Don’t Say a Word (mit Lazy Lester an der Mundharmonika), Learn to Treat Me Better und Gonna Stick to You Baby.
Sundown arbeitete bis in die frühen 1960er Jahre weiter mit Miller zusammen. 1965 war er jedoch desillusioniert vom ausbleibenden Erfolg. Zu dieser Zeit erlebte er auch eine schwierige Scheidung, zog sich aus der Musikindustrie zurück, ging wieder arbeiten und schloss sich der Apostolic Faith Fellowship an, für die er schließlich ein Amt übernahm. Erst 1977 kehrte er wieder ins Aufnahmestudio zurück und nahm ein neues Bluesalbum auf, Been Gone Too Long, aber die Verkaufszahlen waren enttäuschend, selbst nachdem das Album von Alligator Records neu aufgelegt wurde. Seine letzte Single-Veröffentlichung war I Betcha (You Gonna Do Your Thing Tonight)  im Jahr 1978.
Lonesome Sundown trat zunächst wieder auf, etwa beim New Orleans Jazz & Heritage Festival 1979 und auf Tourneen mit Phillip Walker durch Schweden und Japan, zog sich dann aber endgültig aus dem Musikgeschäft zurück. 1994 erlitt er einen Schlaganfall und konnte nicht mehr sprechen. Er starb im April 1995 im Alter von 66 Jahren in Gonzales, Louisiana.
Im Jahr 2000 wurde Lonesome Sundown postum in die Louisiana Blues Hall of Fame aufgenommen.